# Conchita Cintrón
Consuelo (ou Concepción ?) Cintrón Verril dite « Conchita Cintrón », née le 9 août 1922 à Antofagasta (Chili), décédée le 17 février 2009 à Lisbonne (Portugal), était une rejoneadora péruvienne.
Conchita Cintrón est restée dans l'histoire de la tauromachie comme la première femme rejoneadora célèbre, bien qu'elle ne soit pas la première torera à cheval.

## Présentation
Elle est la fille de Francisco Cintrón Ramos, portoricain d'ascendance espagnole, premier étranger  diplômé de l'Académie militaire de West Point aux États-Unis, et de Loyola Verril, une américaine d'origine irlandaise. Son père abandonne la carrière militaire, puis est  envoyé à Lima au Pérou, comme représentant d'une firme commerciale américaine alors que Conchita n'a pas encore un an. Très tôt, elle manifeste sa passion de l'équitation : à douze ans, elle entre à l'école de Ruy da Cámara, rejoneador portugais, connu sous le surnom de « El Picadero ».

## Début de carrière
Elle débute comme rejoneadora dans un festival de bienfaisance en janvier 1936 aux arènes d'Acho à Lima, à l'âge de quatorze ans. L'année suivante, elle présente un numéro équestre analogue à celui d'Antonio Cañero, avec une partie équestre et une partie à pied. Avec la muleta, elle torée un novillo, et l'estoque avec succès, sans hésitation.
Elle exerce son talent dans la plupart des pays taurins d'Amérique latine, puis elle conquiert le Mexique où elle participe à 211 corridas de 1939 à 1943, tuant à pied 401 toros.

## Le triomphe en Europe
Après la Seconde Guerre mondiale, elle est arrivée en Europe, à Lisbonne, où elle a connu un succès immédiat. Son charme et son talent lui ont valu d'être surnommée « la déesse blonde ». C'était non seulement une cavalière remarquable, mais encore, lorsqu'elle descendait de cheval, elle savait aussi exécuter des véroniques et maniait la muleta avec une grande précision de geste. Elle terminait ses faenas par de courageuses estocades « qui faisaient pâlir maints matadors. »
Mais on n'a jamais pu la voir sous cet aspect-là en Espagne car, un an plus tard, la loi interdit aux femmes de toréer à pied en Espagne. Elle avait donc recours à des « sobresalientes » pour tuer le taureau. C'est en France qu'elle a toréé le plus grand nombre de fois. Elle y était appréciée à la fois comme rejoneadora, comme torera, mais aussi pour l'élevage de taureau qu'elle fonda après s'être retirée des arènes, en 1950, et qui a été racheté par Christophe Yonnet. Ses adieux ont eu lieu dans les arènes de Bordeaux le 1er octobre 1950 face à des taureaux de José Infante da Cámera où elle a coupé deux oreilles. On a pu la voir toréer à cheval aux arènes de Béziers en 1956.
Retirée au Portugal où elle a épousé un homme fortuné, elle a eu de nombreux enfants. À soixante-dix ans, elle a accepté de sortir de sa retraite pour donner l'alternative à Marie Sara Bourseiller, qui était alors la compagne de Simon Casas. La cérémonie a lieu le 21 septembre 1991, dans les arènes de Nîmes. Cette dernière apparition a soulevé beaucoup d'émotion et d'admiration pour Conchita Cintron, « la déesse blonde aux cheveux argentés ». Elle a reçu ce jour-là, un vibrant hommage du public.

## Carrière
- Débuts en novillada avec picadors à Tarma, Pérou le 31 juillet 1938
- Alternative à Mexico le 20 août 1939